# Объединённая коммунистическая партия Германии
Объединенная коммунистическая партия Германии (нем. Vereinigte Kommunistische Partei Deutschlands, сокращ. VKPD) — дополнительный термин для Коммунистической партии Германии (КПГ), который использовался в течение почти двух лет с декабря 1920 года после присоединения Независимой социал-демократической партии Германии (НСПГ), после Ноябрьской революции всё ещё относительно влиятельной в политическом отношении, к Коммунистическому интернационалу (Коминтерну) и, таким образом, к его немецкой секции, КПГ.

## Политико-исторический фон
ОКПГ возникла в результате слияния революционного крыла НСДПГ, отколовшегося от СДПГ в 1917 году в оппозицию к политике гражданского мира, с КПГ, существовавшей с 1 января 1919 года. Это решительно ослабило НСДПГ, которая первоначально продолжала существовать под председательством Георга Ледебура. Умеренное крыло партии воссоединилось с социал-демократией большинства в 1922 году и попыталось придать ей более левый, марксистский профиль. Оставшаяся часть НСДПГ продолжала действовать как мелкая партия. В 1931 году оставшаяся часть СДПГ была объединена в новое левое отделение СДПГ, Социалистическую рабочую партию Германии (СРПГ).
С другой стороны, число членов КПГ, имевшей до 1920 года мало влияния в парламенте в результате своего отказа участвовать в выборах в Национальное собрание в Веймаре, выросло с 70 000 до более чем 300 000, когда левое крыло присоединился НСДПГ. Таким образом, она получила массовую базу. Решающей основой объединения для образования ОКПГ стало участие КПГ в выборах в рейхстаг 1920 г. (6 июня 1920 г.), которые были протолкнуты находившимся у власти с марта 1919 г. председателем Паулем Леви против партийное большинство. На этих выборах КПГ получила всего 441 000 голосов (= 2,1 % голосов) и только два мандата (за Клару Цеткин и Пауля Леви). Однако шаг партии был сигналом тенденции признать парламентскую ситуацию после того, как она попыталась использовать сопротивление крайне правому капповскому путчу в марте 1920 года для левого революционного восстания в Рурской области. Шаг к участию в выборах в рейхстаг был предпосылкой для преобразования большинства НСДПГ в КПГ. НСДПГ по-прежнему получила 17,9 % голосов на тех же выборах в рейхстаг — успех, которым они были обязаны прежде всего своему участию во всеобщей забастовке против капповского путча почти тремя месяцами ранее.
Но даже после расширения КПГ в ОКПГ, партия оставалась пронизанной внутренней фракционной борьбой. Партийное председательство Леви вызвало споры внутри партии. Однако при Кларе Цеткин, например, у него были влиятельные сторонники его линии в партии. Когда так называемая «наступательная стратегия», которую он и Цеткин отвергли как «путчистство», получила признание в партии при поддержке Коминтерна, Леви ушел с поста председателя партии в феврале 1921 года. После того, как он открыто выступил против восстания в Центральной Германии в марте 1921 года, Леви был выведен из КПГ по инициативе большинства руководства Коминтерна во главе с Григорием Зиновьевым соответственно исключили из ОКПГ, так как он не хотел пересматривать свою критику руководства КПГ, ОКПГ и Коминтерна. В целом, в начале 1920-х годов ОКПГ колебалась между ролью лидирующей партией в различных попытках революционного восстания, таких как в Тюрингии и Фогтланде, с одной стороны, и участием в правительственных коалициях с СДПГ в отдельных землях, таких как, например, в Саксонии и Тюрингии в 1923 году, с другой стороны.
Леви, первоначально один из соучредителей КПГ вместе с Розой Люксембург, Карлом Либкнехтом и другими, вместе с некоторыми другими исключенными из партии (включая, например, Эрнста Дюймига) основал недолговечную Коммунистическую рабочую группу (КРГ), которая затем возникла в НСДПГ, к которому он присоединился чуть позже. В 1922 году, когда в СДПГ произошел ещё один партийный раскол, Леви последовал за большой частью СДПГ, которая теперь ещё больше ослабла, обратно в СДПГ. За это время ОКПГ вернулась к своему первоначальному названию — КПГ.

## Дальнейшее развитие КПГ
После смерти Ленина в Советском Союзе и смены там власти на Иосифа Сталина, КПГ также все больше следовала курсу «сталинизма» с 1924 года, который с 1925 года был закреплен под председательством Эрнста Тельмана.
Несмотря на часто критическое отношение к руководству Коминтерна и КПГ, Клара Цеткин оставалась в КПГ, которую представляла (с 1920 и до захвата власти национал-социалистами в 1933) в качестве депутата рейхстага Веймарской республики. Вопреки своему идеологически негативное отношение к «ревизионистской» социал-демократии, она стала одним из самых известных и наиболее важных критиков сталинского тезиса о социал-фашизме в КПГ, но осталась в меньшинстве, поскольку установки партии под руководством Тельмана в целом соответствовали коминтерновскому учению.